# ゆりあ先生の赤い糸
『ゆりあ先生の赤い糸』（ゆりあせんせいのあかいいと）は、入江喜和による日本の漫画作品。『BE・LOVE』（講談社）にて、2018年5号から2022年10月号まで連載された。「夫婦や家族の形」を「介護、不倫、性的少数者、コロナ禍など現実の社会を巡る話題」から描いている作品。
2021年、「第45回講談社漫画賞」総合部門を受賞。2023年の「第27回手塚治虫文化賞」で「マンガ大賞」を受賞。
2023年10月より、テレビ朝日系列「木曜ドラマ」でテレビドラマ（主演は菅野美穂）が放送された。

## 登場人物
伊沢 ゆりあ（いざわ ゆりあ）
本作の主人公でヒロイン。刺繡教室の先生。大工の父と洋品店で働く母との間に生まれた次女。50歳。旧姓は長田（おさだ）。幼少期からおてんばな性格で3歳の頃に姉に誘われる形でバレエを習い始めて15歳まで続けた。
元出版社の編集で、吾良と出会ったきっかけはゆりあが編集者として作家の吾良の担当をした事から交際に発展した。子供の頃から「おっさん」とあだ名がつけられるほど男勝りな自分にコンプレックスを抱いていたが、可愛いと言ってくれた吾良と30歳の時に結婚する。吾良との間に子供はいないが、良好な夫婦関係。結婚当初は都内のマンションで夫と2人暮らしだったが、現在は夫と姑と3人暮らし。
吾良が交際していた箭内や、彼と親しい間柄の小山田を自宅に招き、吾良を介護する。
伊沢 吾良（いざわ ごろう）
小説家。ゆりあの夫。居酒屋巡りのエッセイを書いており、夜は家にいない事が多い。気さくな性格で、様々なタイプの人達と分け隔てなく接する事が出来る。クモ膜下出血で倒れ意識不明となり、介護が必要になる。
箭内 稟久（やない りく）
吾良と交際する独身男性。28歳。長身のイケメンだが、同性にしか恋愛感情を抱かない。吾良からは「りっくん」と呼ばれる。
実家は上州の老舗旅館で資産家。両親からは「30歳になったら家の跡を継ぐために戻ってこい」と言われている。
吾良の介護を志願し、ゆりあと同居する。
小山田 みちる（おやまだ みちる）
吾良と親しくしていた既婚女性。自分の2人の娘、まに、みのんに吾良をパパと呼ばせるなど親密な関係。
DV気質の夫に吾良を不倫相手だと誤解されている。
泉川 蘭
ゆりあの姉。ゆりあより3歳年上。旧姓は長田（おさだ）。ゆりあ曰く「女くさい女」。幼少期にバレエを習いたいがために妹のゆりあを無理やり誘って両親を納得させるなど要領が良い。現在は既婚者で娘と息子がいるが、18歳下の男性と不倫している。
伊沢 節子（いざわ せつこ）
81歳。吾良と志生里の母。夫（吾良と志生里の父）とは死別している。人見知りな所があり、便利屋の男性達が家に来た時には自室に引っ込んでしまった。
伊沢 志生里（いざわ しおり）
吾良の妹。48歳。バツイチで現在は独身。職業はグッズデザイナー（自称）。マイペースな性格で夢見がちな所があり、節子曰く「いつもヘナチョコとつきっあっちゃ別れる」。「セバちゃん」というインコを飼っており、出掛ける際には伊沢家にセバちゃんを預けている。
ゆりあの父
職業は大工。責任感が強く、曲がった事が嫌いな性格で、自身が仕事中に大怪我をした際には周囲の心配をよそに普段通り仕事に出ると宣言するほか、知らない子供がいじめられている現場を目撃した際にはいじめっ子を注意している。また子煩悩で、娘達がバレエを習う事にも肯定的であり、ゆりあの事を応援していた。
回想シーンのみの登場。現在の場面では故人となっている。
ゆりあの母
洋品店で働いている。娘たちのバレエのレッスン着（レオタード）に名前を入れる際に刺繍で名前を入れた（ゆりあが刺繍に興味を持つきっかけとなった）。
回想シーンのみの登場。現在の場面では故人となっている。

## 作風
2021年当時『BE・LOVE』の編集長を務めていた米村昌幸によると、主人公のゆりあが「波乱万丈な状況に翻弄され」、「葛藤に悩みつつも自分の心に真っ直ぐに生きようと踏みとどま」る様が描かれている。ヒロインの年齢は50歳であるが、米村は本作を「ピュアな少女まんがそのもの」であると話している。

## 制作背景
作者の入江が年齢の近い編集者との雑談で、夫に若い浮気相手がいたらという話題になった。そこで入江は最初は戸惑うが、相手が若ければ「何か困っているんじゃないか」と考え、家に来てもよいと言うかもしれないが、「実際はそんなに心広くない」と話した。それを聞いた編集者から「それは面白いから漫画にしませんか」と言われたものの、話はそれで終わった。『たそがれたかこ』の連載が終了し、当時の担当編集者にその話をしたところ、「それ、いいんじゃないですか」と返答がきた。ほかに担当から「浮気相手が男性だったら」、「バレエを入れてみたら」という意見を受けた入江は、「とりあえず全部ぶっこんでみた」と話している。
介護について、母親が92歳になるまで、入江は施設でなく家で介護をしていた。母親は70代までは家事を行っていたが、83歳から84歳くらいになると「え、そんなこともできなくなっちゃうの」という大変な状態になった。80代後半になると医者へ通い、「認知症で自分がどんどんボケちゃうのがつらそう」な状態になり、「家族もイライラが絶えなく」なる中で、介護を巡る殺人事件は起こり得る、介護は「助けがないと無理」だと考えた。入江のそういった経験が大きいという。

## 書誌情報
- 入江喜和『ゆりあ先生の赤い糸』 講談社〈BE LOVE KC〉、全11巻
  1. 2018年7月13日発売[7][講 1]、ISBN 978-4-06-512248-8
  2. 2018年10月12日発売[講 2]、ISBN 978-4-06-513597-6
  3. 2019年3月13日発売[講 3]、ISBN 978-4-06-514898-3
  4. 2019年9月13日発売[講 4]、ISBN 978-4-06-516848-6
  5. 2020年1月10日発売[講 5]、ISBN 978-4-06-518409-7
  6. 2020年6月11日発売[講 6]、ISBN 978-4-0-6519763-9
  7. 2020年11月13日発売[講 7]、ISBN 978-4-0-6521399-5
  8. 2021年4月13日発売[講 8]、ISBN 978-4-06-522960-6
  9. 2021年9月13日発売[講 9]、ISBN 978-4-06-524770-9
  10. 2022年3月11日発売[講 10]、ISBN 978-4-06-527039-4
  11. 2022年9月13日発売[講 11]、ISBN 978-4-06-529054-5

## テレビドラマ
2023年10月19日から12月14日まで、テレビ朝日系「木曜ドラマ」枠にて放送された。主演は菅野美穂。

### キャスト

#### 主要人物
伊沢ゆりあ（いざわ ゆりあ）〈50〉
演 - 菅野美穂（幼少期：小野井奈々）
本作の主人公。刺繡教室の先生。「カッコよく生きる」が座右の銘。
箭内稟久（やない りく）
演 - 鈴鹿央士
吾良が昏倒した際に一緒にいた「彼氏」。
伴優弥（ばん ゆうや）
演 - 木戸大聖
便利屋。ゆりあが吾良を自宅で介護するための改装を請け負う。
優里亜という息子を一人で育てている。
小山田みちる（おやまだ みちる）
演 - 松岡茉優
吾良の彼女。吾良を「パパ」と呼ぶ2人の女の子・まに＆みのんの母親。
小山田まに（おやまだ まに）
演 - 白山乃愛
みちるの娘。
小山田みのん（おやまだ みのん）
演 - 田村海夏
みちるの娘。
伊沢吾良（いざわ ごろう）
演 - 田中哲司
ゆりあの夫。小説家。ホテルで昏倒し、意識不明の要介護状態となる。

#### ゆりあの関係者
泉川蘭（いずみかわ らん）
演 - 吉瀬美智子（幼少期：愛実）
ゆりあの姉。既婚者ながら、18歳年下の相手と不倫している。
長田勝利（おさだ かつとし）
演 - 長田庄平（チョコレートプラネット）
ゆりあと蘭の亡き父。ゆりあにとって心の支えとなる存在。
長田ゆきえ（おさだ ゆきえ）
演 - 安藤聖
ゆりあの母。

#### 吾良の関係者
伊沢志生里（いざわ しおり）
演 - 宮澤エマ
吾良の妹。自分第一に行動するところがあり、母親も吾良の介護もゆりあに任せっきりにしている。
伊沢節子（いざわ せつこ）
演 - 三田佳子
吾良の母。夫に先立たれており、現在はゆりあの家で暮らしている。

#### その他
前田有香（まえだ ゆか）
演 - 志田未来
吾良の主治医。常和中央病院。
伴智弥
演 - 北川アーヴィン学
優弥の弟。優弥と共に便利屋「VH本舗」を営む。
伴優里亜
演 - 佐藤大空
優弥の息子。
小山田源
演 - 前原滉（第2話 - ）
みちるの別居中の夫。
セバスチャン
演 - セバスチャン
伊沢家で飼育されているオカメインコ。元々は志生里から預けられた。

#### ゲスト

##### 第1話
西田沙世
演 - 井頭愛海
吾良が搬送された常和中央病院の看護師。
吉野澄子
演 - 大賀埜々
ゆりあと節子に訪問介護と介護保険の適用範囲について説明する。
春川葉子、野村健司
演 - 金子ゆい、中川あきら
吾良を担当する訪問介護ヘルパー。
刺繍教室の生徒
演 - 瀧本珠貴（役名：野田恵子）、田畑浩子、三輪和音、奥田由香
ゆりあの刺繍教室の生徒。

##### 第2話
加賀進一
演 - 飯田正
長田勝利がいじめっ子たちから守った子供。幼少期のゆりあが目撃していた。

##### 第3話
伴里菜
演 - えびちゃん（マリーマリー）※写真出演（第8話）
伴優弥の妻。現在は別居中。

##### 第4話
箭内寿美代
演 - 麻生祐未（第8話）
稟久の母親。九州で老舗旅館「緑深館」を経営している。
客
演 - 井上浩
みちるの働くスナックの酔客。酔った勢いで彼女にベロチューした。

##### 第6話
伴博
演 - 宮藤官九郎（最終話）
優弥の父。
店長
演 - 青山伊津美
稟久のバイト先のバーの店長。
生徒
演 - 加茂智里、樋渡三紗
ゆりあが通うバレエの教室の生徒。外に不審者が居ると怯えている。

##### 第7話
松川智
演 - 黒羽麻璃央（第8話）
バレエ教室の講師。
植木信宏
演 - 池原丈暁
吾良の友人。公園で途方に暮れているみちるたちに声をかける。
ママ
演 - 髙木直子
みちるが働くスナックのママ。

##### 第8話
森下麻実
演 - 山下容莉枝（最終話）
乳腺外科医。ゆりあと蘭を診断する。
店員
演 - 椿弓里奈
ゆりあと伴の家族が会ったファミレスの店員。

##### 最終話
女性
演 - 井元結衣（写真出演）
長田勝利の不倫相手。

### スタッフ
- 原作 - 入江喜和『ゆりあ先生の赤い糸』（講談社）[5]
- 脚本 - 橋部敦子[5]
- 音楽 - 菅野祐悟[5]
- 主題歌 - 矢井田瞳「アイノロイ」（NIPPON COLUMBIA）[39]
- LGBTQ監修 - 柳沢正和
- 医療監修 - 阿部聡
- 医療・介護指導 - 依田茂樹
- 介護取材協力 - 社会福祉法人、世田谷区社会福祉事業団、世田谷ホームヘルプサービス
- 刺繍指導 - 西村眞理
- 刺繍協力 - 日本アートクラフト協会、平石秀子
- 監督 - 金井紘、星野和成、竹園元[5]
- エグゼクティブプロデューサー - 内山聖子（テレビ朝日）[5]
- プロデューサー - 峰島あゆみ（テレビ朝日）、中込卓也（テレビ朝日）、山形亮介（KADOKAWA）、新井宏美（KADOKAWA）[5]
- 制作協力 - KADOKAWA[5]
- 制作著作 - テレビ朝日[5]

### 放送日程
| 各話                                                                        | 放送日   | サブタイトル                                 | 監督     | 視聴率 |
| --------------------------------------------------------------------------- | -------- | -------------------------------------------- | -------- | ------ |
| 第1話                                                                       | 10月19日 | 倒れた夫には彼氏が! 隠し子、彼女まで現れて!? | 金井紘   | 7.9%   |
| 第2話                                                                       | 10月26日 | 本妻vs2人目の愛人                            | 金井紘   | 6.3%   |
| 第3話                                                                       | 11月02日 | 愛人たちと同居スタート!                      | 金井紘   | 6.0%   |
| 第4話                                                                       | 11月09日 | 踏み入れた禁断の恋                           | 竹園元   | 5.9%   |
| 第5話                                                                       | 11月16日 | 愛人vs妻 深夜の肉弾戦!                       | 星野和成 | 5.9%   |
| 第6話                                                                       | 11月23日 | 年下の彼氏の秘密                             | 星野和成 | 6.5%   |
| 第7話                                                                       | 11月30日 | 愛人、隠し子…私の家族を守る!                 | 金井紘   | 6.1%   |
| 第8話                                                                       | 12月07日 | 最終章〜運命の別れ                           | 竹園元   | 6.0%   |
| 最終話                                                                      | 12月14日 | 運命の恋、命の決断                           | 金井紘   | 5.5%   |
| 平均視聴率 6.2%（視聴率はビデオリサーチ調べ、関東地区・世帯・リアルタイム） |          |                                              |          |        |

- 初回は21時 - 22時の6分拡大放送。
- 第3回は『日本シリーズ・第5戦』（阪神×オリックス）中継延長に伴い、50分繰り下げて21時50分 - 22時44分に放送された。

### スピンオフドラマ
『ゆりあ先生の赤い糸のはじまりのはじまり』のタイトルで、動画配信サービス「TELASA」にて、2023年11月16日の第5話放送終了後から配信中。主演は鈴鹿央士。

#### キャスト（スピンオフドラマ）
- 箭内稟久 - 鈴鹿央士[50]
- 伴優弥 - 木戸大聖[50]
- 里菜 - えびちゃん（マリーマリー）[50]
- 伊沢吾良 - 田中哲司[50]

#### スタッフ（スピンオフドラマ）
- 脚本 - 橋部敦子[50]
- 監督 - 薮下雷太[50]
- エグゼクティブプロデューサー - 内山聖子（テレビ朝日）
- プロデューサー - 峰島あゆみ（テレビ朝日）、中込卓也（テレビ朝日）、山形亮介（KADOKAWA）、新井宏美（KADOKAWA）
- 制作協力 - KADOKAWA
- 制作著作 - テレビ朝日

#### 配信日程（スピンオフドラマ）
| 各話  | 放送日   |
| ----- | -------- |
| 第1話 | 11月16日 |

| テレビ朝日系列 木曜ドラマ                  | テレビ朝日系列 木曜ドラマ                        | テレビ朝日系列 木曜ドラマ                  |
| 前番組                                     | 番組名                                           | 次番組                                     |
| ------------------------------------------ | ------------------------------------------------ | ------------------------------------------ |
| ハヤブサ消防団 （2023年7月13日 - 9月14日） | ゆりあ先生の赤い糸 （2023年10月19日 - 12月14日） | グレイトギフト （2024年1月18日 - 3月14日） |